# Bécon-les-Granits
Pour les articles homonymes, voir Bécon.
Bécon-les-Granits est une commune française située dans le département de Maine-et-Loire, en région Pays de la Loire.

## Géographie

### Localisation
Commune angevine du Segréen, Bécon-les-Granits se situe au sud-ouest de Saint-Clément-de-la-Place, sur les routes D 963, Le Louroux-Béconnais / Saint-Léger-des-Bois, et D 961, La Pouëze / Saint-Augustin-des-Bois.
Bécon-les-Granits se trouve à 19 km au nord-ouest d'Angers.
L'IGN a déterminé en juin 2015 que Bécon-les-Granits (limite avec la commune de Saint-Augustin-des-Bois) est le centre géographique de la région Pays de la Loire.

### Climat
Pour des articles plus généraux, voir Climat des Pays de la Loire et Climat de Maine-et-Loire.
En 2010, le climat de la commune est de type climat océanique altéré, selon une étude du CNRS s'appuyant sur une série de données couvrant la période 1971-2000. En 2020, Météo-France publie une typologie des climats de la France métropolitaine dans laquelle la commune est exposée à un climat océanique et est dans une zone de transition entre les régions climatiques « Bretagne orientale et méridionale, Pays nantais, Vendée » et « Moyenne vallée de la Loire ».
Pour la période 1971-2000, la température annuelle moyenne est de 11,8 °C, avec une amplitude thermique annuelle de 14,1 °C. Le cumul annuel moyen de précipitations est de 695 mm, avec 11,8 jours de précipitations en janvier et 5,9 jours en juillet. Pour la période 1991-2020, la température moyenne annuelle observée sur la station météorologique de Météo-France la plus proche, sur la commune de Beaucouzé à 13 km à vol d'oiseau, est de 12,6 °C et le cumul annuel moyen de précipitations est de 709,3 mm,. Pour l'avenir, les paramètres climatiques de la commune estimés pour 2050 selon différents scénarios d'émission de gaz à effet de serre sont consultables sur un site dédié publié par Météo-France en novembre 2022.

## Urbanisme

### Typologie
Au 1er janvier 2024, Bécon-les-Granits est catégorisée bourg rural, selon la nouvelle grille communale de densité à sept niveaux définie par l'Insee en 2022.
Elle appartient à l'unité urbaine de Bécon-les-Granits, une unité urbaine monocommunale constituant une ville isolée,. Par ailleurs la commune fait partie de l'aire d'attraction d'Angers, dont elle est une commune de la couronne,. Cette aire, qui regroupe 81 communes, est catégorisée dans les aires de 200 000 à moins de 700 000 habitants,.

### Occupation des sols
L'occupation des sols de la commune, telle qu'elle ressort de la base de données européenne d’occupation biophysique des sols Corine Land Cover (CLC), est marquée par l'importance des territoires agricoles (95,9 % en 2018), en diminution par rapport à 1990 (97,1 %). La répartition détaillée en 2018 est la suivante : 
terres arables (51,2 %), prairies (36,1 %), zones agricoles hétérogènes (8,5 %), zones urbanisées (2,3 %), forêts (1,1 %), espaces verts artificialisés, non agricoles (0,7 %). L'évolution de l’occupation des sols de la commune et de ses infrastructures peut être observée sur les différentes représentations cartographiques du territoire : la carte de Cassini (XVIIIe siècle), la carte d'état-major (1820-1866) et les cartes ou photos aériennes de l'IGN pour la période actuelle (1950 à aujourd'hui).

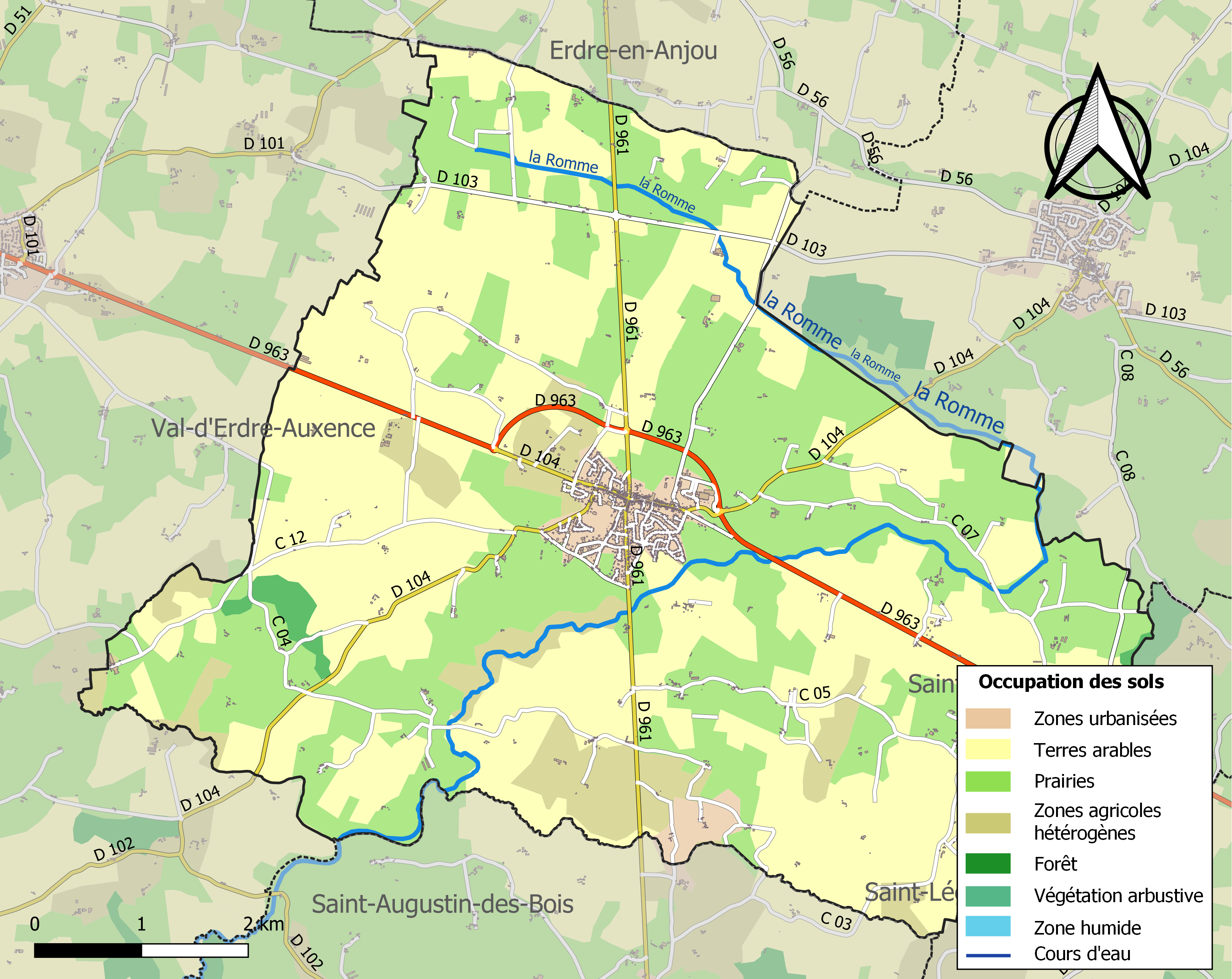
Carte des infrastructures et de l'occupation des sols de la commune en 2018 (CLC).

## Toponymie et héraldique

### Toponymie
Bisconium en 1125-1148.

### Héraldique
|  | Les armes de la commune se blasonnent ainsi : De sinople au mont de Granit d’argent, sur lequel rampent à dextre une chèvre et à senestre un porc, tous les deux affrontés de sable, au chef cousu d’azur chargé de deux fleurs de lys d'or. |

## Histoire
Bécon-les-Granits, autrefois Besconum, est entourée de forêts et réunit deux voies romaines. L´église de Bécon appartient dès le XIe siècle à l´abbaye de Saint-Nicolas. La cure est un fief laïc dont le domaine et la justice foncière dépenda de Beaupréau et le reste du fief de Champtocé. La terre de Bécon appartient alors à une famille qui en prend le nom. En 1218, Jacques de La Poeze, membre d´une puissante famille de la région, en est le seigneur, puis ce sont les familles de Montjean, de Leveneur, puis les comtes de Serrant (les Bautru, puis les Walsh). Thaumas de la Thaumassière prétend que les seigneurs de Bécon, comme ceux d'Ancenis et sans jouir de prérogatives particulières, prend le titre de princes de Bécon, ce que conteste Célestin Port ; en tout cas, ils deviennent barons de Bécon en toute justice en 1562, et Le Louroux dépend de cette seigneurie puis baronnie,,.
Pendant la Première Guerre mondiale, 76 habitants perdent la vie. Lors de la Seconde Guerre mondiale, 8 habitants sont tués.

## Politique et administration

### Administration municipale
| Période                                  | Période                   | Identité                               | Étiquette   | Qualité                                                                                              |
| ---------------------------------------- | ------------------------- | -------------------------------------- | ----------- | --- |
| 1790                                     |                           | Moreau                                 |             | |
| 1798                                     | 1799                      | Caillault                              |             | agent municipal                                                                                      |
| 1799                                     | 1800                      | François Bodet                         |             | agent municipal                                                                                      |
| 29 juin 1800                             | 1808                      | Aimé-Jacques de Meaulne de la Carterie |             | maire                                                                                                |
| 1808                                     | 1810                      | Paul de Scépeaux                       |             | |
| 1810                                     | 1830                      | de Meaulne de la Carterie              |             | |
| 1830                                     | 1832                      | Mr Cosnard                             |             | |
| 1833                                     | 1841                      | J. Berthelot                           |             | |
| 1841                                     | 1847                      | Mr Cosnard                             |             | |
| 31 mars 1847                             |                           | Paul Abraham                           |             | |
| 9 juin 1847                              | 1862                      | Alexandre Briau                        |             | |
| 1862                                     | 1874                      | Charles Delhomel                       |             | |
| 1874                                     | 1892                      | Armand Marais                          |             | |
| 1892                                     | 1908                      | Ambroise de Meaulne                    |             | |
| 1908                                     | 1925                      | Roger de Maillé                        |             | |
| 1925                                     | 1929                      | Achille Roffay                         |             | |
| 1929                                     | 1935                      | René de La Villebiot                   |             | |
| 1935                                     | 1971                      | Olivier Cassin                         | RG puis DVD | conseiller général (1936-1940 puis 1945-1964) nommé conseiller départemental en 1943                 |
| mars 1971                                | mars 1989                 | Pierre Manoury                         |             | |
| mars 1989                                | mars 2014                 | Marcel Pichavant                       | DVD         | retraité de l'enseignement conseiller général (2001-2008) président de la CC Ouest-Anjou (2001-2014) |
| mars 2014                                | En cours (au 31 mai 2020) | Marie-Ange Fouchereau,                 | DVD         | infirmière vice-présidente de la CC Ouest-Anjou                                                      |
| Les données manquantes sont à compléter. |                           |                                        |             | |

### Intercommunalité
La commune est membre de la communauté de communes des Vallées du Haut-Anjou, après disparition de la communauté de communes Ouest-Anjou, elle-même membre du syndicat mixte Pays de l'Anjou bleu, Pays segréen.

### Autres circonscriptions
Jusqu'en 2014, Bécon-les-Granits fait partie du canton du Louroux-Béconnais et de l'arrondissement d'Angers. Ce canton compte alors dix communes. Dans le cadre de la réforme territoriale, un nouveau découpage territorial pour le département de Maine-et-Loire est défini par le décret du 26 février 2014. La commune est alors rattachée au canton de Chalonnes-sur-Loire, avec une entrée en vigueur au renouvellement des assemblées départementales de 2015.

### Jumelages
- Baruchowo (Pologne) depuis 2005.
- Varennes (Canada) depuis 2022[29].

## Population et société

### Démographie

#### Évolution démographique
L'évolution du nombre d'habitants est connue à travers les recensements de la population effectués dans la commune depuis 1793. Pour les communes de moins de 10 000 habitants, une enquête de recensement portant sur toute la population est réalisée tous les cinq ans, les populations de référence des années intermédiaires étant quant à elles estimées par interpolation ou extrapolation. Pour la commune, le premier recensement exhaustif entrant dans le cadre du nouveau dispositif a été réalisé en 2004.

En 2022, la commune comptait 2 781 habitants, en évolution de −1,03 % par rapport à 2016 (Maine-et-Loire : +2,12 %, France hors Mayotte : +2,11 %).
| 1793  | 1800  | 1806  | 1821  | 1831  | 1836  | 1841  | 1846  | 1851  |
| ----- | ----- | ----- | ----- | ----- | ----- | ----- | ----- | ----- |
| 1 444 | 1 292 | 1 335 | 1 310 | 1 543 | 1 563 | 1 651 | 1 914 | 1 924 |

| 1856  | 1861  | 1866  | 1872  | 1876  | 1881  | 1886  | 1891  | 1896  |
| ----- | ----- | ----- | ----- | ----- | ----- | ----- | ----- | ----- |
| 1 962 | 2 006 | 2 132 | 2 057 | 2 155 | 2 236 | 2 272 | 2 187 | 2 042 |

| 1901  | 1906  | 1911  | 1921  | 1926  | 1931  | 1936  | 1946  | 1954  |
| ----- | ----- | ----- | ----- | ----- | ----- | ----- | ----- | ----- |
| 2 036 | 2 061 | 1 981 | 1 905 | 1 830 | 1 691 | 1 611 | 1 658 | 1 704 |

| 1962  | 1968  | 1975  | 1982  | 1990  | 1999  | 2004  | 2006  | 2009  |
| ----- | ----- | ----- | ----- | ----- | ----- | ----- | ----- | ----- |
| 1 606 | 1 563 | 1 432 | 1 820 | 2 252 | 2 327 | 2 489 | 2 551 | 2 672 |

| 2014  | 2019  | 2022  | - | - | - | - | - | - |
| ----- | ----- | ----- | - | - | - | - | - | - |
| 2 790 | 2 789 | 2 781 | - | - | - | - | - | - |

#### Pyramide des âges
La population de la commune est relativement jeune.
En 2018, le taux de personnes d'un âge inférieur à 30 ans s'élève à 38,5 %, soit au-dessus de la moyenne départementale (37,2 %). À l'inverse, le taux de personnes d'âge supérieur à 60 ans est de 22,2 % la même année, alors qu'il est de 25,6 % au niveau départemental.
En 2018, la commune comptait 1 418 hommes pour 1 378 femmes, soit un taux de 50,72 % d'hommes, largement supérieur au taux départemental (48,63 %).
Les pyramides des âges de la commune et du département s'établissent comme suit.
| Hommes | Classe d’âge | Femmes |
| ------ | ------------ | ------ |
| 1,3    | 90 ou +      | 1,9    |
| 5,2    | 75-89 ans    | 7,1    |
| 14,4   | 60-74 ans    | 14,7   |
| 18,1   | 45-59 ans    | 18,2   |
| 20,5   | 30-44 ans    | 21,7   |
| 18,2   | 15-29 ans    | 18,0   |
| 22,3   | 0-14 ans     | 18,5   |

| Hommes | Classe d’âge | Femmes |
| ------ | ------------ | ------ |
| 0,9    | 90 ou +      | 2,1    |
| 7      | 75-89 ans    | 9,5    |
| 16,2   | 60-74 ans    | 16,9   |
| 19,4   | 45-59 ans    | 18,7   |
| 18,2   | 30-44 ans    | 17,5   |
| 18,8   | 15-29 ans    | 17,6   |
| 19,5   | 0-14 ans     | 17,6   |

## Économie
Sur 209 établissements présents sur la commune à fin 2010, 21 % relèvent du secteur de l'agriculture (pour une moyenne de 17 % sur le département), 10 % du secteur de l'industrie, 8 % du secteur de la construction, 44 % de celui du commerce et des services et 18 % du secteur de l'administration et de la santé. Cinq ans plus tard, en 2015, sur les 214 établissements présents, 13 % relèvent du secteur de l'agriculture (pour une moyenne de 11 % sur le département), 8 % du secteur de l'industrie, 11 % de celui de la construction, 51 % du secteur du commerce et des services et 17 % de celui de l'administration et de la santé.
On y trouvait par exemple l'entreprise Ve-hotech, fermée en 2019.

## Culture locale et patrimoine

### Lieux et monuments
Monuments classés :
- château du Bois-Guignot ;
- château de Landeronde ;
- ferme de la Grand-Maison ;
- moulin à vent de La Landronnière.

Autres lieux :
- église Saint-Pierre ;
- musée du granit ;
- carrières (point de vue) ;
- menhir du Ruisseau-de-la-Planche ;
- circuit pédestre ;
- centre équestre ;
- institut Bois-Robert.

### Personnalités liées à la commune
- Louis Thomassin (1763-1838), peintre, y est décédé.
- Bernard Lambert (1931-1984), homme politique et syndicaliste agricole, y est décédé.
- Catherine Chabaud (1962-), journaliste, navigatrice et femme politique française, élue au Parlement européen, y vit une partie de l'année[39].

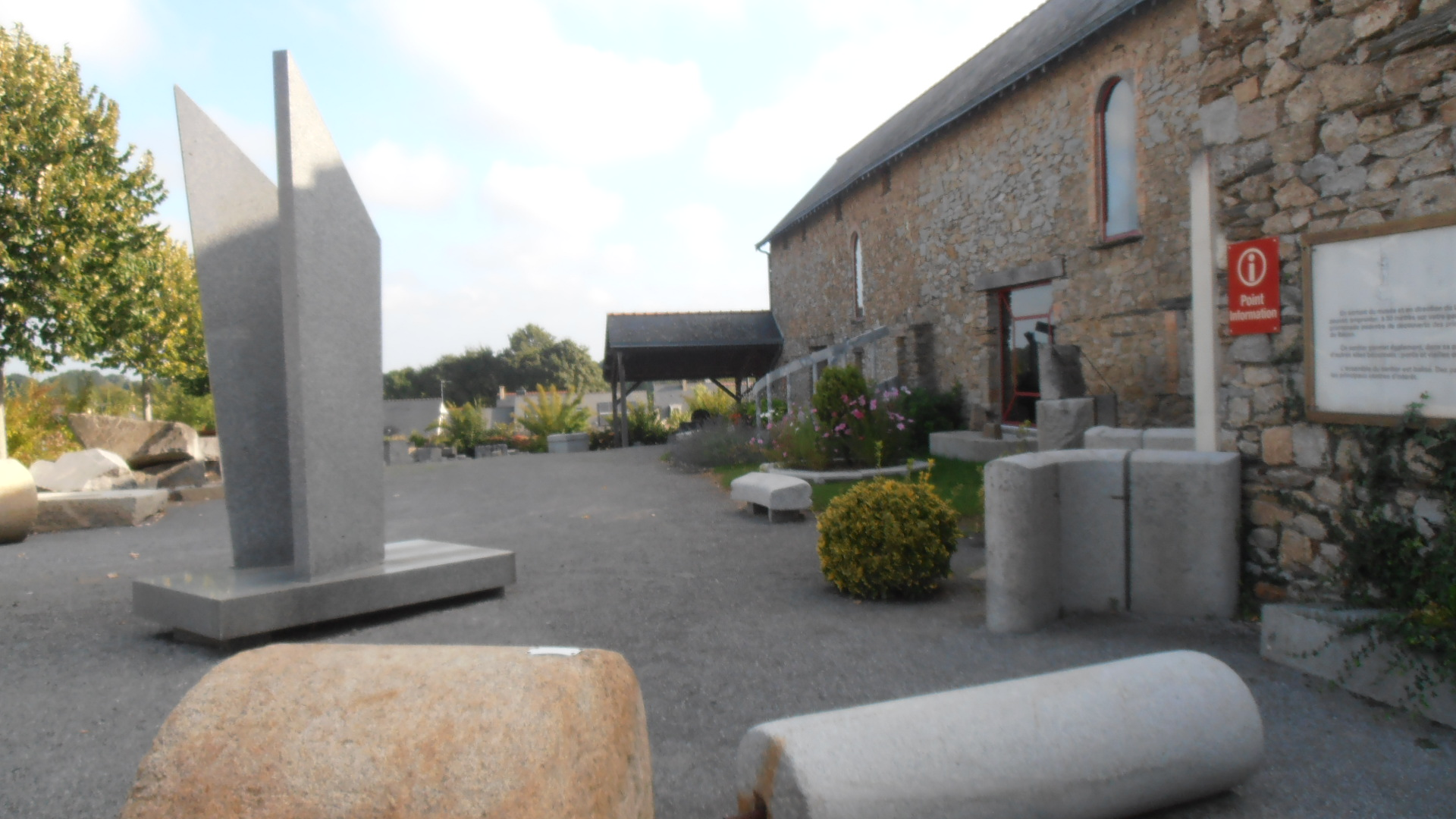
Entrée principale du musée du granit.
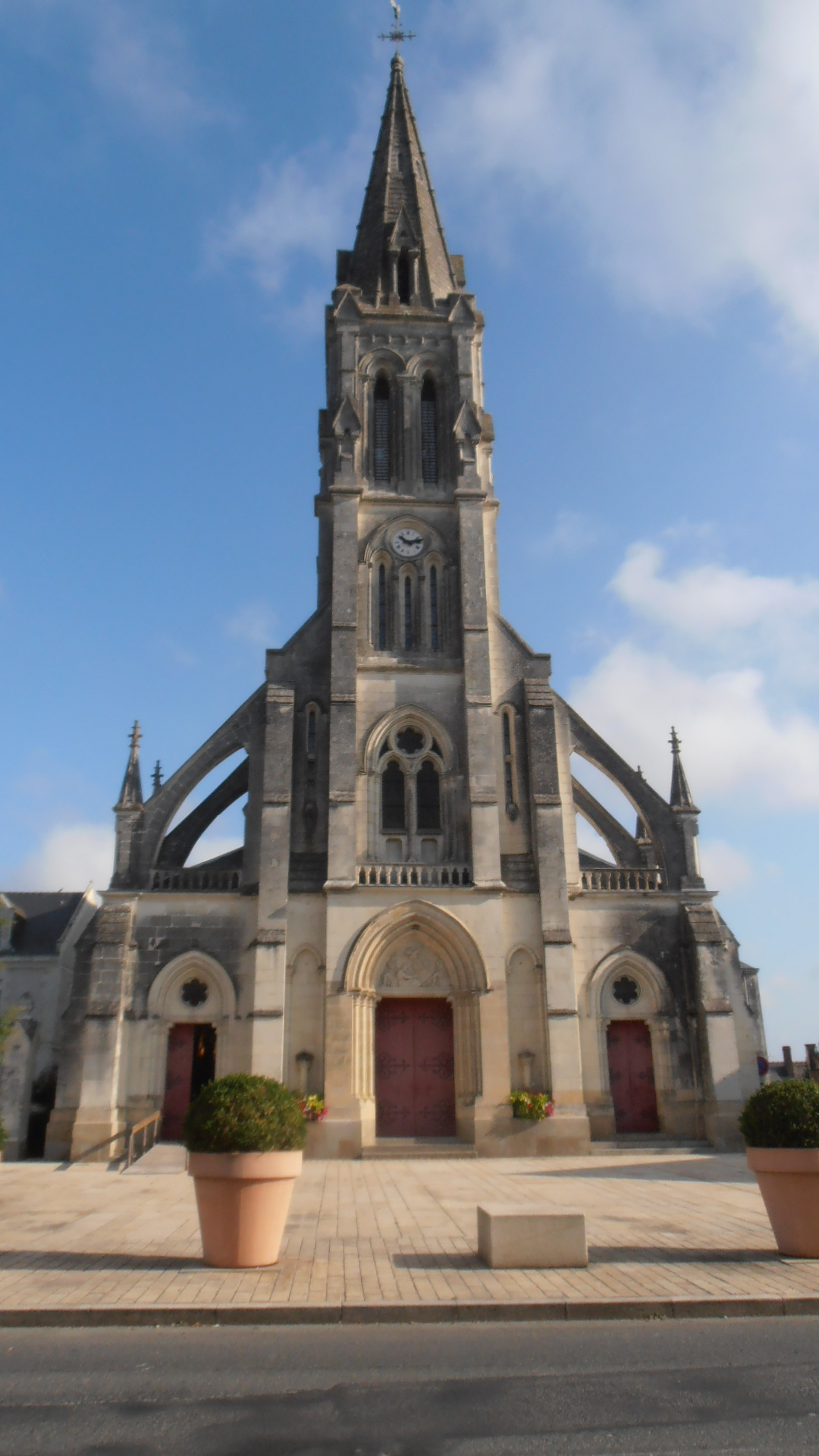
L'église Saint-Pierre.
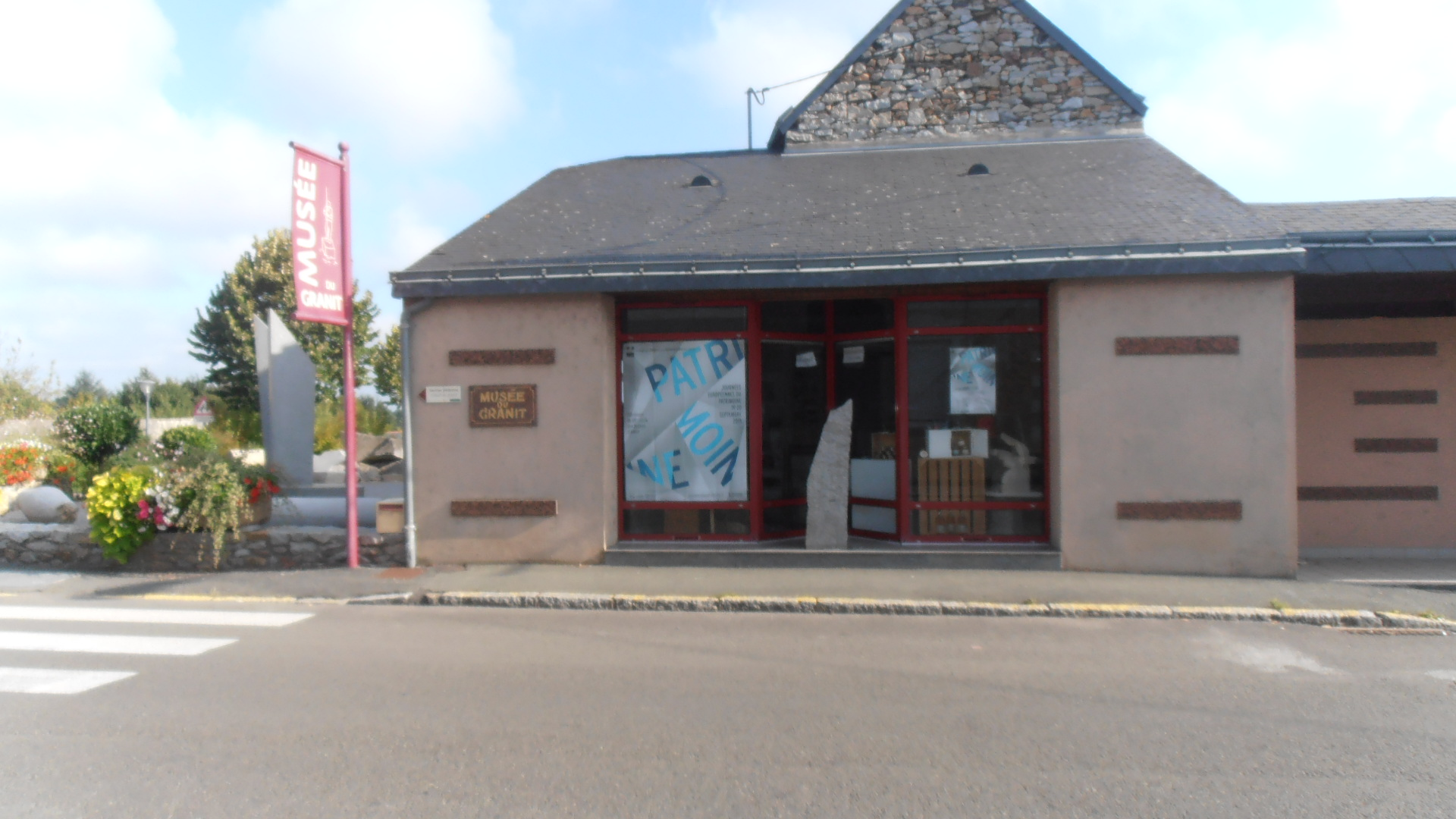
Le musée du granit.